# Maria Josep Colomer i Luque
Maria Josep Colomer i Luque, meglio nota come Mari Pepa Colomer (Barcellona, 31 marzo 1913 – Surrey, 24 maggio 2004), è stata una pioniere dell'aviazione spagnola.
È stata la prima istruttrice di volo di genere femminile in Spagna e la prima donna catalana (terza donna spagnola) a ottenere un brevetto di volo.
Combatté nelle file dei repubblicani nella guerra civile spagnola. Dopo la guerra andò in esilio e non volò mai più.

## Infanzia e formazione

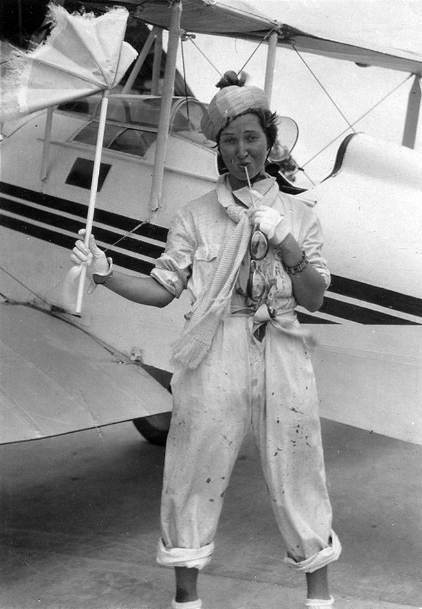
Colomer ricrea negli anni trenta il momento "Mary Poppins" di cui era stata protagonista da bambina.

Colomer crebbe in una famiglia benestante a Barcellona. Suo padre era un artista di Sabadell, amico di Pablo Picasso e Salvador Dalí; portava spesso la figlia a visitare i bar e incontrare altri artisti, nascondendo tutto ciò alla moglie sotto il pretesto di semplici passeggiate.
Fu iscritta all'Institut de Cultura i Biblioteca Popular de la Dona, un'istituzione fondata nel 1909 da Francesca Bonnemaison con l'obiettivo di fornire un'istruzione alle donne della classe lavoratrice in modo che potessero imparare un mestiere e quindi esercitare una professione. I suoi genitori volevano che svolgesse studi culturali, ma suo padre la incoraggiò quando chiese di imparare a volare; era cresciuta ammirando Amelia Earhart . Secondo un aneddoto, Colomer "volò" per la prima volta all'età di sette anni, quando saltò da una finestra sul retro al secondo piano della casa di famiglia in Calle Principe de Asturias mentre teneva un ombrello "come Mary Poppins". Si ruppe entrambe le gambe nell'incidente.
Colomer e suo padre convinsero Josep Canudas, il direttore della scuola di pilotaggio di Barcellona, a permetterle di iscriversi. Nel maggio del 1930 iniziò a prendere lezioni, diventando la prima studentessa della scuola. Colomer si recava in bicicletta all'aerodromo di El Prat per collaudare gli aerei riparati dai meccanici. Tali prove facevano parte di un accordo che l'aiutava a potersi permettere di continuare le lezioni. Così, inoltre, Colomer accumulò rapidamente ore di volo. Le lezioni di volo erano per il resto finanziate da suo padre e da una somma ereditata alla morte della nonna materna nell'ottobre 1930. Il padre nascose alla madre che Colormer prendeva lezioni di volo; la madre ne venne a conoscenza solo quando Colomer comparve sulla copertina di La Vanguardia.

## Carriera

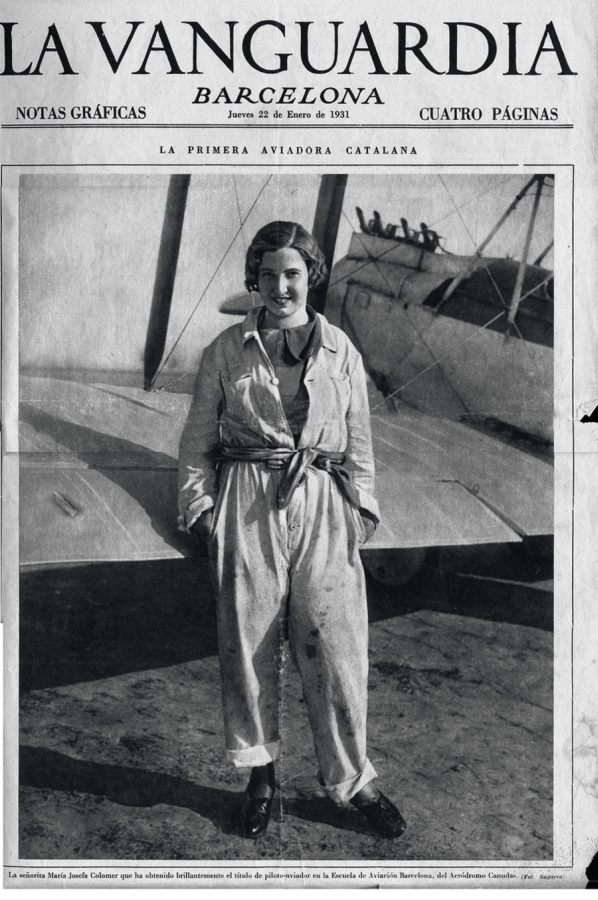
Colomer sulla copertina di La Vanguardia dopo aver ottenuto il brevetto di pilota nel 1931

Il 19 gennaio 1931, all'età di 17 anni, con all'attivo le 60 ore di esperienza di volo richieste, Colomer ottenne il brevetto. In passato fu spesso considerata la prima donna spagnola a ottenere un brevetto di volo, ma in effetti María Bernaldo de Quirós aveva ottenuto il proprio nel 1928, a Madrid. Colomer fu la terza donna spagnola e la prima donna catalana a ottenere il brevetto. Il suo successo la portò sulla copertina del principale quotidiano della Catalogna, La Vanguardia, due giorni dopo; ella ricevette il plauso della Deputazione Provinciale di Barcellona.
Dopo aver ottenuto il brevetto, per ottenere qualifiche professionali e dimostrare di non aver nulla da invidiare ai piloti maschi, intraprese anche un corso da pilota commerciale. Ebbe vari impieghi, tra cui il trasporto di merci e il lancio di volantini. Partecipò a numerose competizioni, tra cui il secondo concorso aeronautico di Cardedeu, all'epoca una manifestazione importante per il mondo dell'aviazione civile. All'epoca l'aviazione attirava l'interesse e suscitava la fascinazione di un ampio pubblico; Colomer, esibendosi in molte dimostrazioni, divenne rapidamente una figura popolare. Quando fu dichiarata la Seconda Repubblica Spagnola, volò su Barcellona con uno striscione dai colori della nuova bandiera; uno dei suoi primi passeggeri fu Lluís Companys, il presidente della Catalogna; nel 1932 atterrò con uno Zeppelin a Barcellona, suscitando grande entusiasmo. Uno dei suoi istruttori, Josep Maria Carreras y Dexeus, era altrettanto celebre e la stampa spesso dava spazio ai suoi voli.
Nel luglio del 1935, Colomer divenne la prima istruttrice di volo in Spagna. Nel 1936 co-fondò la Scuola catalana di aviazione, dove fu anche istruttrice.
Colomer era repubblicana e sosteneva la Repubblica spagnola e il governo autonomo catalano. Con lo scoppio della guerra civile spagnola, fu arruolata nella Scuola per piloti militari della Generalitat de Catalunya con il grado di ausiliaria di prima classe del servizio aeronautico. Qui addestrò nuovi piloti per l'Aeronautica militare della Repubblica spagnola. Divenne ufficiale e assunse vari ruoli come istruttore e come pilota di cargo e di aerei-ambulanza, lanciando volantini di propaganda, evacuando civili, sperimentando bombe, ed eseguendo ricognizioni aeree della costa. Non risultano coinvolgimenti di Colomer in azioni di combattimento aereo. La sua prima missione fu il 2 agosto 1936 e consisté nel lancio di volantini di propaganda antifascista e filo-catalana dopo una rivolta. Addestrò personalmente 70 piloti da combattimento e talvolta trasportò in volo i soldati in prima linea, al confine con l'Aragona, evacuando inoltre i soldati feriti dal fronte.
Dopo aver aiutato migliaia di soldati repubblicani ad attraversare il confine franco-spagnolo, nel 1939, quando l'esercito di Franco occupò la Catalogna, insieme al suo istruttore Carreras scelse la via dell'esilio e attraversò in volo il confine con la Francia. Nel 1984, disse a El País: "Tutti [i piloti] lasciarono la Spagna in aereo, naturalmente. Dall'alto si vedevano lunghe file di persone che camminavano verso la Francia".

## Ultimi anni e morte
Colomer visse con Carreras a Tolosa, in Occitania, prima di trasferirsi insieme a lui nel Surrey, in Inghilterra. I due si sposarono, sebbene non sia chiaro se ciò avvenne in Spagna, in Francia o in Inghilterra. Colomer trascorse il resto della sua vita in Inghilterra, dove tuttavia non pilotò mai più un aeroplano. Alla domanda perché non fosse mai tornata all'aviazione, rispose sempre che in Inghilterra non aveva trovato lavoro come pilota.
Colomer morì il 24 maggio 2004. Le sue ceneri furono traslate nel cimitero di Reus, in Catalogna.

### Annotazioni
1. ↑  Sebbene la fonte affermi che aveva 18 anni, la data di nascita nota e la data del brevetto fanno concludere che ne avesse 17, come sostengono altre fonti.

### Fonti
1. ↑  (ES) Mari Pepa Colomer, primera española que pilotó aviones, su El País, Ediciones El País, 26 maggio 2004. URL consultato il 4 marzo 2017.
2. 1 2 3 4 5  (CA) Mari Pepa Colomer, la primera aviadora catalana, su Ara.cat. URL consultato il 2 marzo 2020.
3. 1 2  (CA) Maria Josep Colomer i Luque (XML), in Gran Enciclopèdia Catalana on line, Enciclopèdia Catalana.
4. 1 2 3 4 5 6   Pere Ribalta, Maria Antònia Simó i Andreu and Mari Pepa Colomer i Luque: dues amigues pioneres en l'alpinisme i l'aviació catalanes (PDF), su Arraona. Revista d'història. URL consultato il 2 marzo 2020.
5. 1 2 3 4 5 6 7 8  (EN) The Wings of the Republic: Spain's Women Pilots, su The Volunteer. URL consultato il 2 marzo 2020.
6. 1 2 3 4 5 6  (EN) Lala Isla, Obituary: Mari Pepa Colomer, in The Guardian, 10 luglio 2004, ISSN 0261-3077 (WC · ACNP). URL consultato il 2 marzo 2020.
7. 1 2 3 4 5  (CA) Maria Josep Colomer, la primera aviadora catalana [collegamento interrotto], su Dones: indústria, ciència i tecnologia, 4 marzo 2019. URL consultato il 2 marzo 2020.
8. 1 2   Mari Pepa Colomer, la primera mujer piloto catalana. URL consultato il 4 marzo 2017.
9. ↑  (ES) Almudena Orellana Palomares, María Bernaldo de Quirós. Primera aviadora española, in Asparkía. Investigació Feminista, vol. 0, n. 27, 16 marzo 2016,  pp. 147-161, ISSN 2340-4795 (WC · ACNP). URL consultato il 25 ottobre 2017.
10. 1 2 3 4   Mari Pepa Colomer revoluciona las redes sociales – Cuaderno de Rodaje #LasSinsombrero, su RTVE. URL consultato il 2 marzo 2020.
11. ↑   Las alas de la República | Periódico Diagonal, su www.diagonalperiodico.net. URL consultato il 4 marzo 2017.
12. ↑   Mari Pepa Colomer, su Dones invisibles. URL consultato l'11 aprile 2020.
13. ↑  (ES) Necrològica, su El Mundo. URL consultato l'11 aprile 2020.